# 대구대성초등학교
대구대성초등학교는 대한민국 대구광역시 서구 비산동에 있는 공립 초등학교이다.

## 학교 연혁
- 1933년 12월 1일 남명사립보통학교 개교(6개 학급)
- 1939년 4월 4일 남명사립심상소학교로 교명 변경
- 1943년 3월 31일 대구서부공립국민학교 남명분교장으로 개편
- 1946년 3월 20일 대구대성국민학교로 교명 변경
- 1984년 10월 26일 체육관 개관(연건평 935.7m2)
- 1996년 3월 1일 대구대성초등학교로 교명 변경
- 2007년 10월 25일 역사관 건립
- 2008-09-22 방송실 기기교체 및 리모델링
- 2008-11-01 교내 CCTV 설치
- 2009-02-27 영어체험 교실 설치
- 2010-04-08 돌봄 교실 개관
- 2011-04-06 영재학급 거점 학교 개강식
- 2012년 3월 8일 병설유치원 개원
- 2012년 8월 27일 대성옥빛장학회 설립
- 2013년 1월 31일 Wee클래스 리모델링 공사 준공
- 2013년 2월 14일 제77회 졸업식 남 55, 여 43, 계 98명(졸업생 누계: 남 11,636, 여 8,884, 계 20,520명)
- 2013년 3월 1일 20학급 편성(특수 1학급 포함)
- 2014년 3월 1일 제30대 황정하 교장 부임
- 2014년 11월 14일 지구촌 희망나눔-사랑의 동전모으기 감사장
- 2016년 3월 1일 16학급 편성(특수 1학급 포함)

## 동문
•ㅂ
뷔

## 참고 문헌
- 대구대성초등학교 - 한국교육학술정보원 학교알리미